# Linh lăng Địa Trung Hải
Linh lăng Địa Trung Hải hay linh lăng sớm (danh pháp hai phần: Medicago praecox) là một loài thực vật trong chi Medicago. Nó được tìm thấy chủ yếu trong khu vực phía bắc bồn địa Địa Trung Hải. Nó tạo thành quan hệ cộng sinh với vi khuẩn Sinorhizobium meliloti, loài có khả năng cố định đạm.

## Hình ảnh

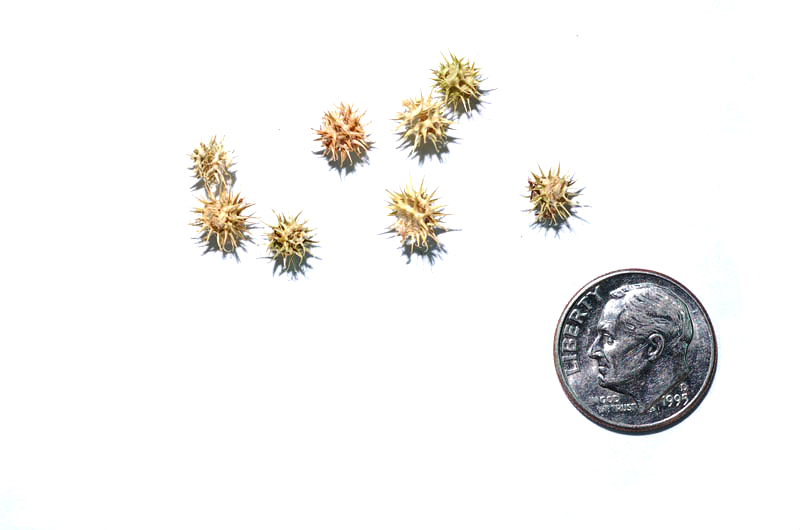
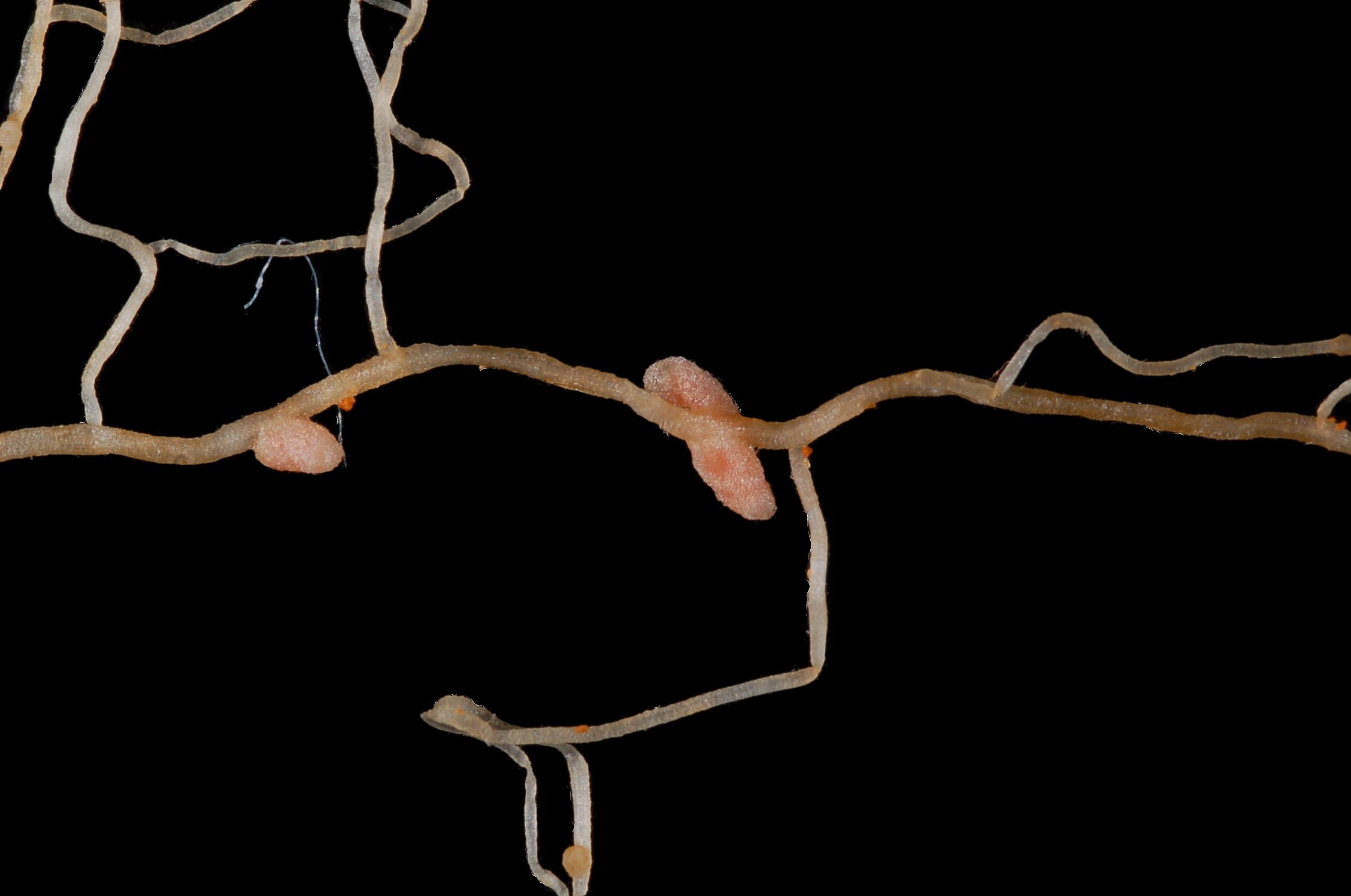
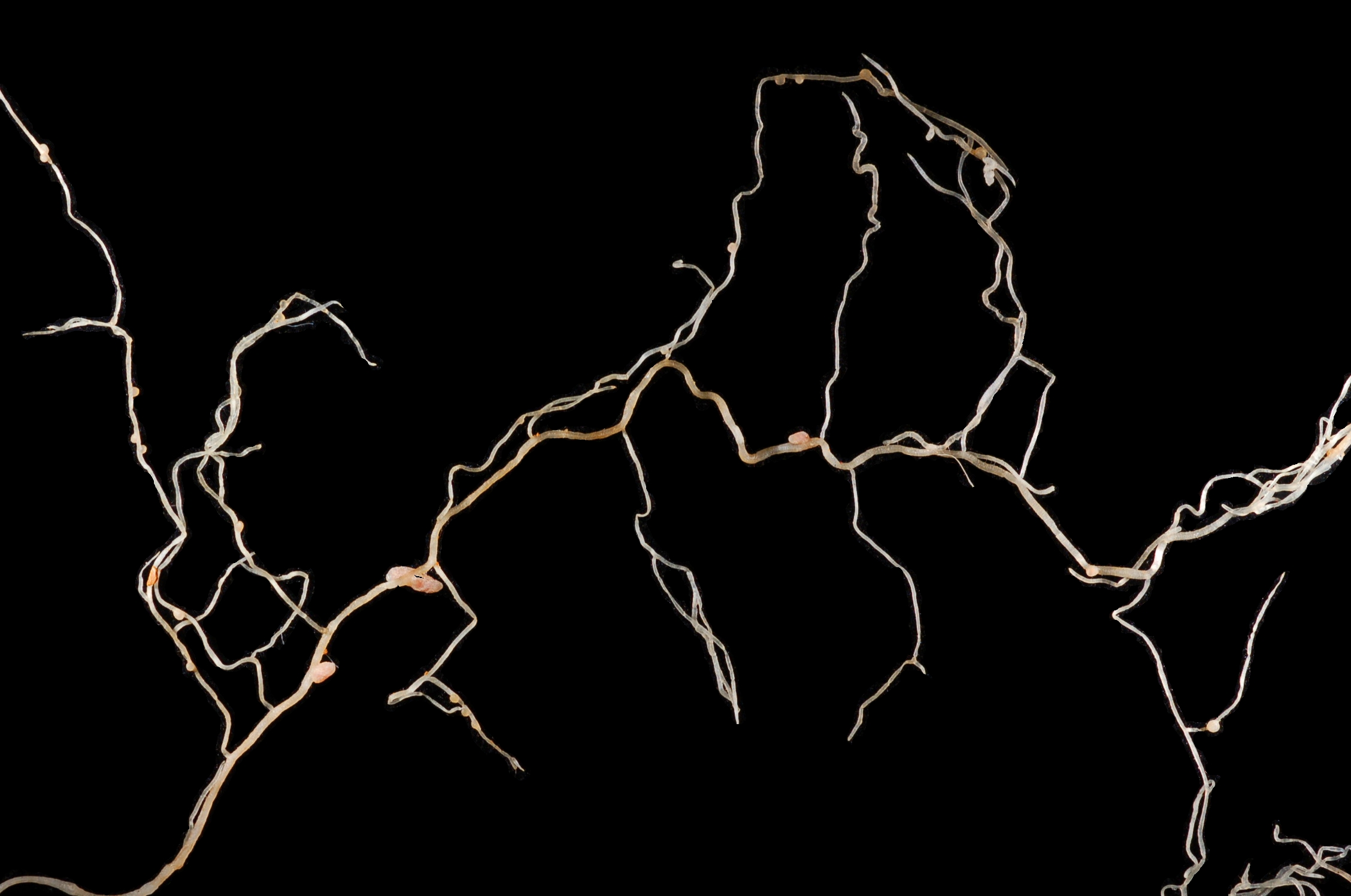
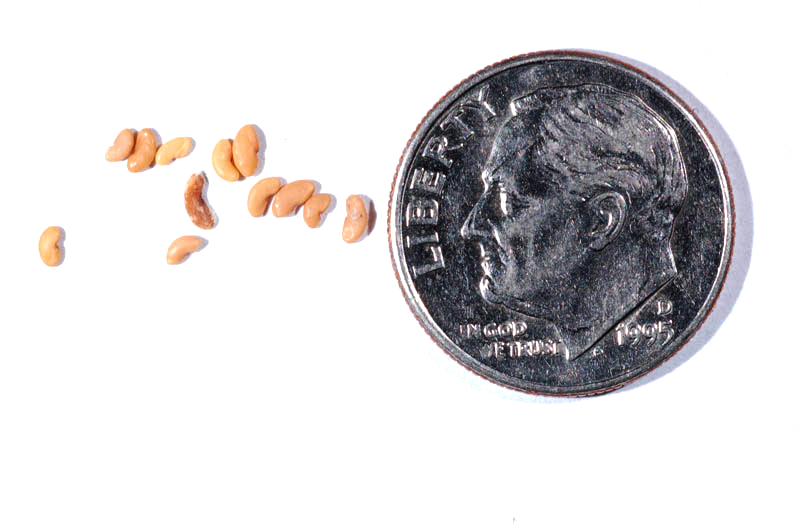